# ليجيا فونسيكا
ليجيا أركانجيلا لوبرينو دياس فونسيكا (من مواليد 24 أغسطس 1963م) هي محامية وناشطة وسياسية من الرأس الأخضر كانت سيدة الرأس الأخضر الأولى. كما كانت فونسيكا أول رئيسة لجمعية المحامين في الرأس الأخضر (OAC)، نقابة المحامين الوطنية في البلاد. وهي متزوجة من رئيس الرأس الأخضر السابق خورخي كارلوس فونسيكا.

## سيرة شخصية
ولدت ليجيا أركانجيلا لوبرينو دياس فونسيكا في بيرا، موزمبيق البرتغالية، في 24 أغسطس 1963م وهي ابنة كانتا دياس وماكسيمو دياس. كان والدها، ماكسيمو دياس، محاميًا من موزمبيق وسياسيًا وزعيمًا لحزب مونامو السياسي. ففي عام 1976م، انتقلت عائلتها إلى لشبونة، البرتغال، بسبب عدم الاستقرار السياسي في موزمبيق.
بقيت دياس في لشبونة، على الرغم من الآمال بالعودة إلى بيرا. وهناك التحقت بكلية الحقوق بجامعة لشبونة، حيث حصلت على شهادة في القانون. ثم التقت بزوجها المستقبلي، خورخي كارلوس فونسيكا، من الرأس الأخضر، في عام 1987م أثناء التحاقها بالجامعة. حيث تزوجا في 26 مارس 1989م، في حفل أقيم في البرتغال وأنجبا ثلاث بنات.
انتقلوا إلى ماكاو، حيث تم تعيين زوجها كأستاذ قانون في جامعة ماكاو. ثم بعدهت انتقل الزوجان إلى الرأس الأخضر في عام 1991م وهي المرة الأولى التي تعيش فيها في بلد أفريقية منذ مغادرتها موزمبيق في عام 1976م.
وفي 30 أبريل 2001م، أصبحت فونسيكا أول امرأة تُنتخب رئيسة لجمعية محامي الرأس الأخضر (نقابة المحامين في الرأس الأخضر). عارضه مجموعة من المعارضة المحامين بأنها لم تكن عضوة في OAC لمدة 10 سنوات على الأقل، لكن انتخابها تم تأييده.
تم انتخاب خورخي كارلوس فونسيكا رئيسًا في الجولة الثانية من الانتخابات الرئاسية في الرأس الأخضر لعام 2011م، مما جعل ليجيا فونسيكا السيدة الأولى الرابعة في الرأس الأخضر. سعت ليجيا فونسيكا إلى التركيز على القضايا الاجتماعية خلال فترة ولايتها وواصلت ممارسة القانون كمحامية نشطة بعد أن أصبحت السيدة الأولى.

## مراتب الشرف

### مراتب الشرف الأجنبية
البرتغال: وسام الصليب الكبير للأمير هنري (22 نوفمبر 2017م)
هولندا: الصليب الأكبر من وسام التاج (10 ديسمبر 2018م)